# Перетятько, Кирилл Александрович
Кири́лл Алекса́ндрович Перетя́тько (укр. Кирило Олександрович Перетятько) — украинский военный лётчик, подполковник, участник российско-украинской войны. Герой Украины (2023).

## Биография
С июля по август 2023 года под руководством подполковника Кирилла Перетятько было уничтожено 65 воздушных целей противника. Во время ракетно-дроновой атаки в ночь на 27 июля 2023 года его подразделение сбило 20 крылатых ракет типа Х-101/505 и семь БПЛА «Шахед». В августе 2023 года под его командованием были уничтожены две ракеты Х-101/505, 12 ракет «Калибр» и девять «Шахедов».
1 октября 2023 года, в День защитников и защитниц Украины, Перетятько получил звание Героя Украины с вручением ордена «Золотая Звезда» из рук Президента Украины Владимира Зеленского на территории Национального историко-архитектурного музея «Киевская крепость» в присутствии военно-политического руководства страны и иностранных дипломатов.

## Награды
- Звание «Герой Украины» с удостоением ордена «Золотая Звезда» (28 сентября 2023) — за личное мужество и героизм, проявленные в защите государственного суверенитета и территориальной целостности Украины, верность военной присяге.